# Avenue Maurice-Thorez
L'avenue Maurice-Thorez est une voie de circulation se trouvant à Ivry-sur-Seine. Elle est limitrophe de Paris.

## Situation et accès

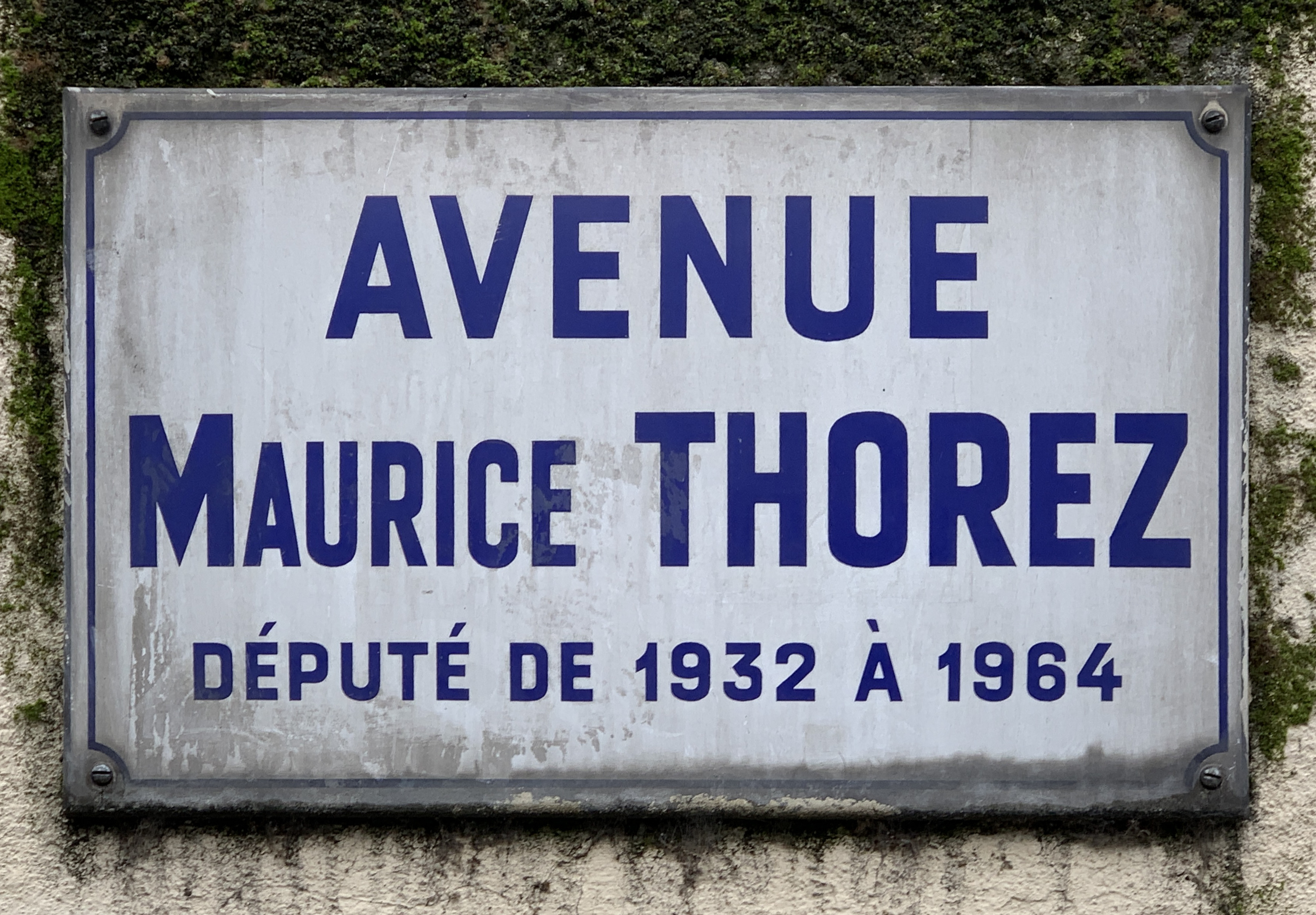
Plaque, avenue Maurice-Thorez.

L'avenue Maurice-Thorez suit le tracé de la D 156A.
En partant du nord, elle rencontre notamment la rue Barbès, la rue Louis-Bertrand, et la rue Pierre-et-Marie-Curie.
Elle est desservie par les stations de métro Pierre-et-Marie-Curie et Mairie d'Ivry, toutes deux sur la ligne 7 du métro de Paris.
En partie en pente, sous son trajet se trouve un réseau de carrières souterraines appelé carrière Delacroix du nom de l'ancien propriétaire. Ces carrières s'étendent jusque sous le fort d'Ivry.

## Origine du nom
Depuis le 15 septembre 1964, le nom de cette avenue rend hommage à Maurice Thorez, homme politique français.

## Historique

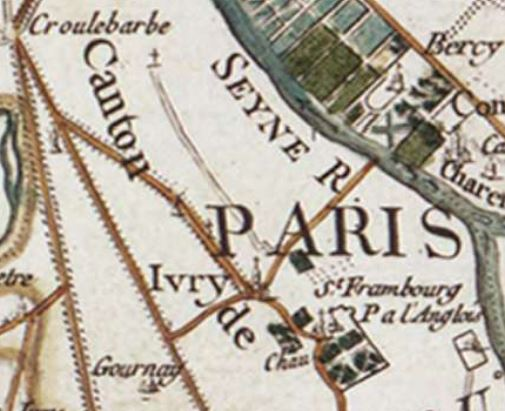
Ivry, sur la Carte de Cassini. Au nord, le quartier de Croulebarbe.

La voie de communication que suit l'avenue Maurice-Thorez est visible sur la carte de Cassini, réalisée au XVIIe. C'est un axe orienté nord-nord-est, partant de l'église, bifurquant légèrement sur la gauche et rejoignant l'ancienne route de Choisy, aujourd'hui l'avenue de Verdun.
Au XXe, elle fait partie des cent-cinquante-neuf voies pénétrant dans Paris, et retenues en 1971 par le photographe Eustachy Kossakowski dans sa série 6 mètres avant Paris.

## Bâtiments remarquables et lieux de mémoire
- Église Saint-Pierre-Saint-Paul d'Ivry-sur-Seine, à l'angle de la rue Gaston-Cornavin, anciennement rue Jean-Picourt[4]. Elle est mentionnée pour la première fois en 1158.
- Le Nocturlabe, œuvre de Claude Viseux, 1987 ; à l'angle de la rue Barbès[5].
- Un bâtiment de la Gendarmerie Nationale, construit vers 1900 par l'architecte Ferrand[6], inscrit à l'inventaire sous le numéro IA00130030[7].
- L'anarchiste Antoine Gauzy, membre de la bande à Bonnot, y est arrêté en 1912 à son domicile, au numéro 63[8].
- Le chanteur Jean Ferrat y a habité au numéro 129 jusqu'en 1966[9]. Le long de l'avenue, une place à son nom perpétue son souvenir[10].

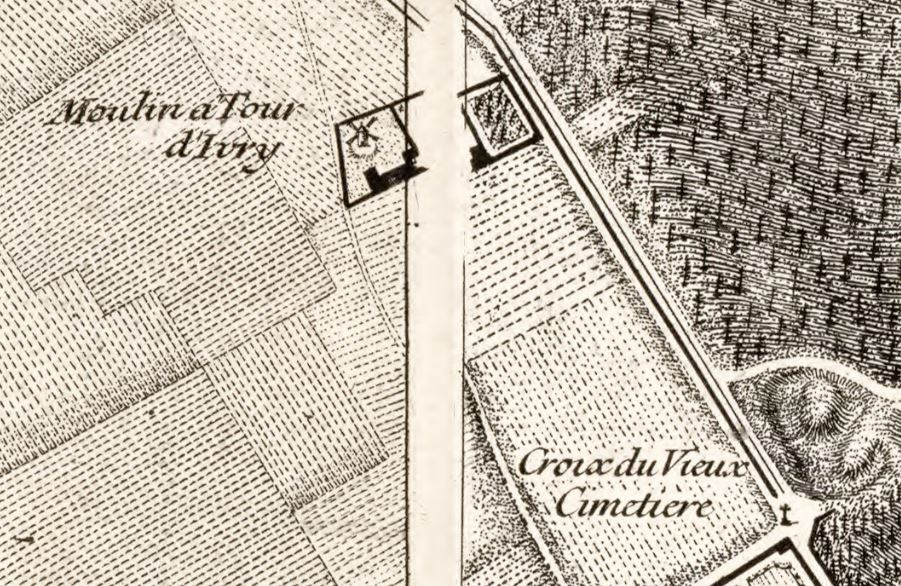
La croix du Vieux-Cimetière à l'emplacement de la station de métro Pierre-et-Marie-Curie, sur le plan de Roussel en 1731.
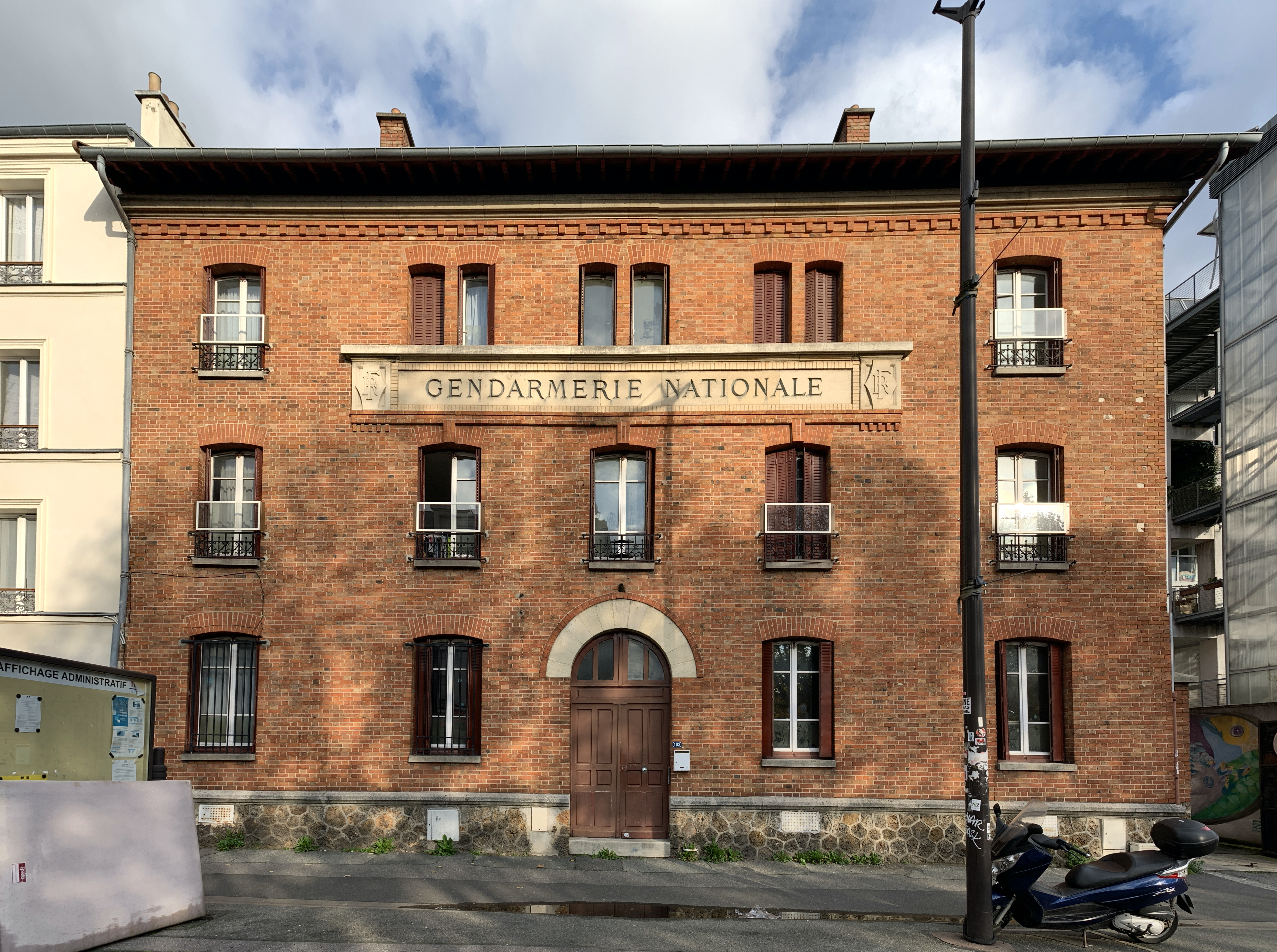
Bâtiment de la Gendarmerie Nationale, avenue Maurice-Thorez, construit vers 1900.
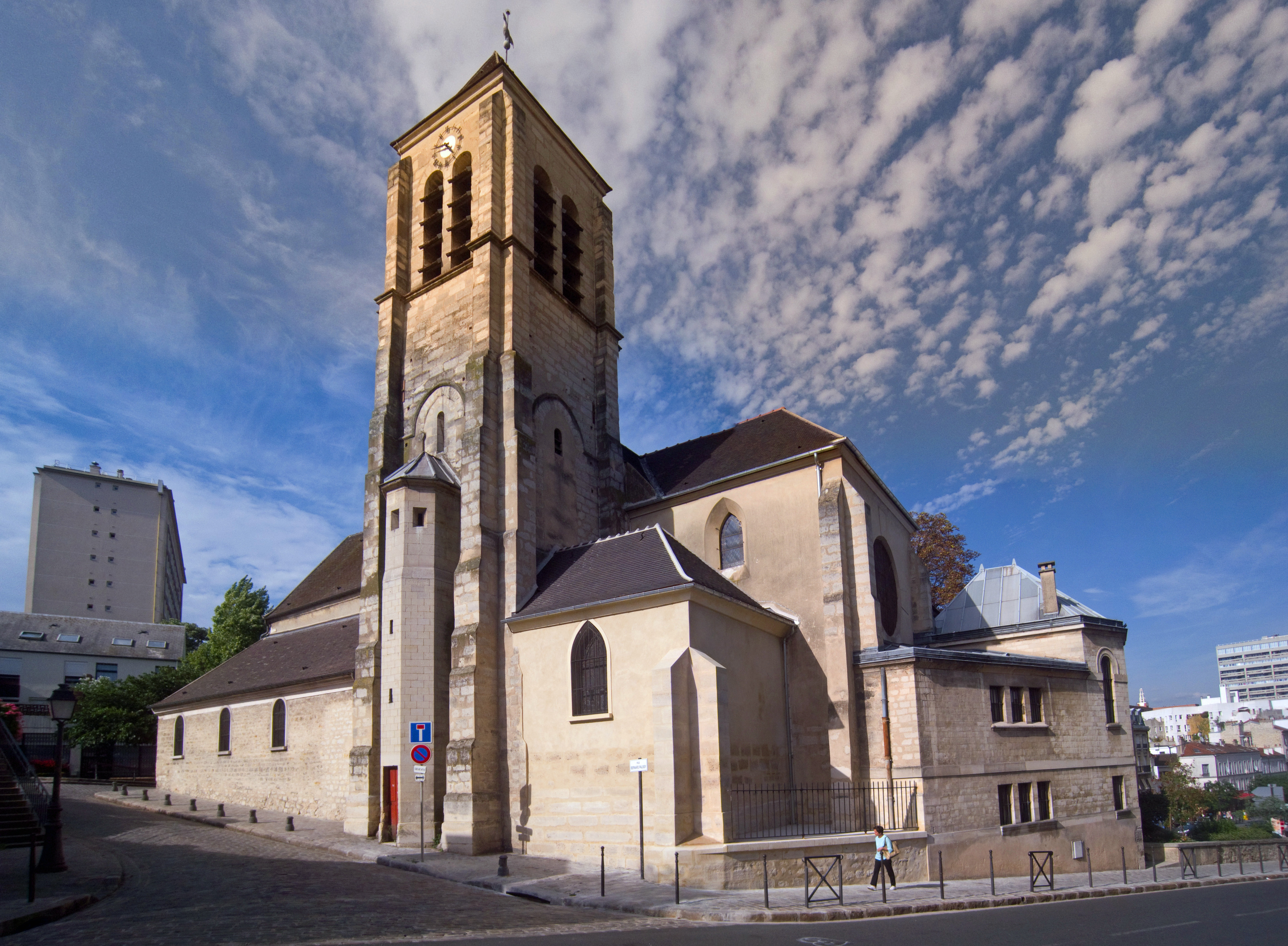
L'église.